# ヨーク大主教

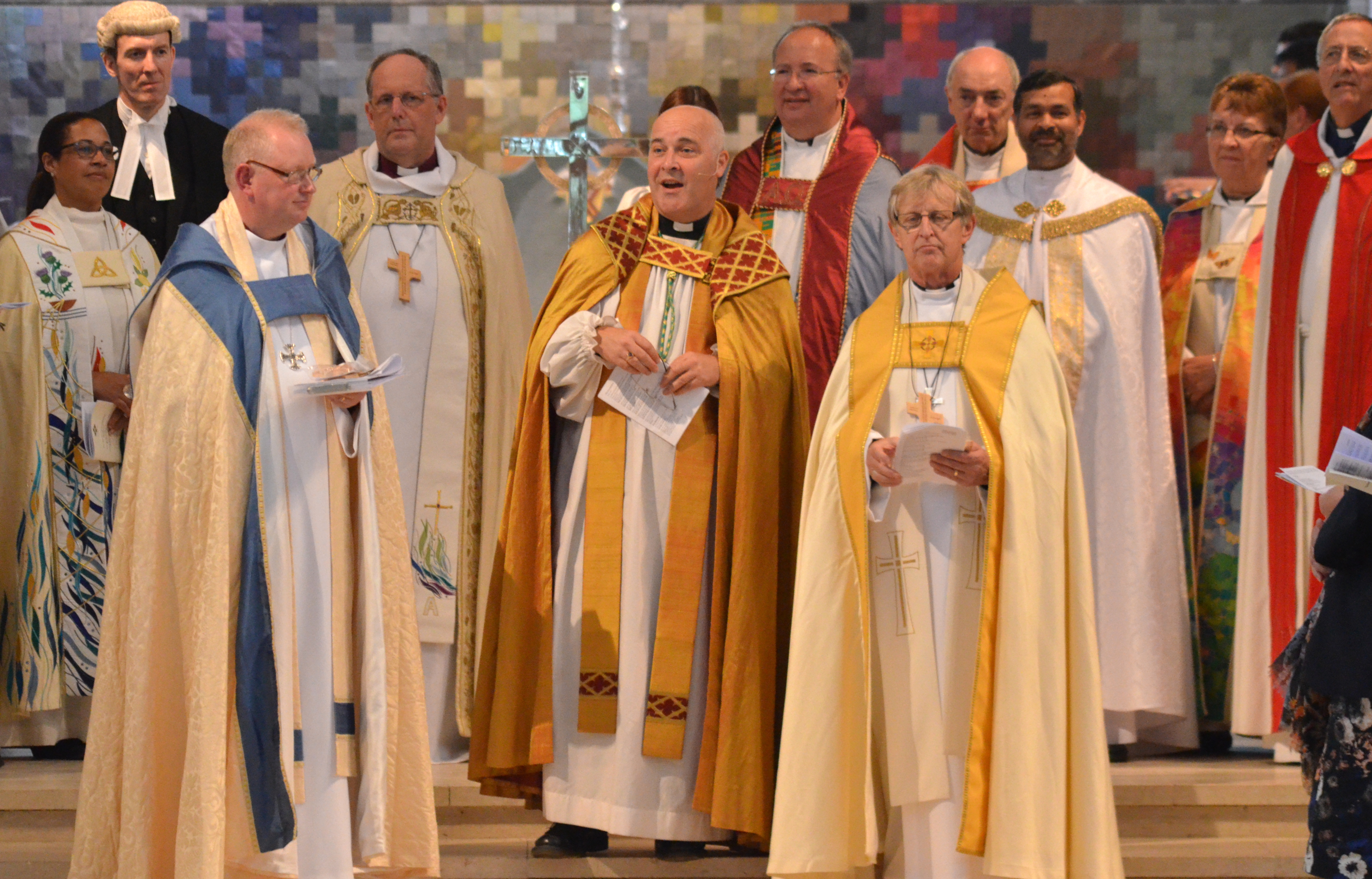
現スティーヴン・コットレル大主教（中央）の聖別式から

ヨーク大主教（ヨークだいしゅきょう、英語: Archbishop of York）は、イングランド教会（イギリス国教会）で、カンタベリー大主教に次ぐ上級管区主教である。ヨーク大主教は、地元ヨーク教区の教区主教であり、イングランド北部（トレント川の北）とマン島までを範囲するヨーク管区を管轄する府主教である。
ヨーク大主教座 (大主教の大聖堂) はイングランド北部のノース・ヨークシャーの郡都ヨーク市中心部のヨーク・ミンスターにあり、公邸はヨーク郊外のビショップソープ村にあるビショップソープ宮殿である。現在の大主教は、2020年7月9日に選出・聖別されたスティーヴン・コットレル（Stephen Cottrell）である。
ヨーク主教座は735年からあったが、エグバート (ヨーク)の時代に確立されて、11世紀のノルマン・コンクエスト時期にカンタベリー大主教座とは独立した。

## 参照項目
- イングランド教会の2管区
- ウィンチェスター合意（英語版）